# 신성군 (행정 구역)
신성군(新城郡)은 중국 삼국시대에 위나라가 설치한 군이다. 남제 때 잠시 남신성군(南新城郡)으로 불렀다.

## 조위
215년(건안 20년) 조조가 한중군을 정복하였다. 이후 한중군 동부를 갈라 서성, 상용, 방릉의 세 군을 신설하였다. 219년 유비가 이 일대를 점령하였다. 220년(연강 원년) 위나라에 귀순한 맹달을 우대하여 조비가 앞의 세 군을 합쳐 신성군을 만들고 그 태수를 주었다. 실지배자인 유비는 세 군 체제를 그대로 유지하였다. 하후상, 서황, 맹달이 유봉을 축출하고 신성군을 수복하였다. 그 과정에서 위나라에 호응한 서성태수 신의의 공적을 인정하여 서성군을 위흥군이라 고쳐 부르고 그 자리를 보전해주었다. 228년(태화 2년) 난을 일으킨 맹달을 진압하고 상용군과 석군(錫郡)을 분리시켰다.

## 서진
4현 15,200호를 관할하였다. 대략 지금의 후베이성 스옌시 팡 현, 샹양시 서남부, 선눙자 임구 일대이다.
| 현명       | 대략적 위치      | 비고                                                                               |
| ---------- | ---------------- | ---------------------------------------------------------------------------------- |
| 방릉(房陵) | 스옌시 팡현      |                                                                                    |
| 수양(綏陽) | 선눙자임구 동    | 위나라가 신설. 잠시 자귀(秭歸)라 부르기도 했다. 281년(태강 2년) 수양으로 돌아왔다. |
| 창위(昌魏) | 스옌시 팡현 서남 | 위나라가 신설                                                                      |
| 시향(沶鄕) | 샹양시 난장현    | 위나라가 신설                                                                      |

## 유송
6현 1,668호 7,594명이었다.
| 현명       | 대략적 위치  | 비고 |
| ---------- | ------------ | ---- |
| 방릉       | 큰 변동 없음 |      |
| 수양       | 큰 변동 없음 |      |
| 창위       | 큰 변동 없음 |      |
| 기향(祁鄕) | 시향현       |      |
| 낭양(閬陽) | -            |      |
| 낙평(樂平) | -            |      |

## 참고 문헌
- 史为乐 등, 《中国历史地名大辞典》(중국역사지명대사전), 中国社会科学出版社, 2005
- 戴均良 등, 《中国古今地名大词典》(중국고금지명대사전), 上海辞书出版社, 2005